# Renato Alpini
Renato Alpini (Terni, 17 agosto 1918 – 7 agosto 1993) è stato un politico italiano, deputato della IX e della X legislatura della Repubblica Italiana.